# Hejőbába
Hejőbába is een plaats (község) en gemeente in het Hongaarse comitaat Borsod-Abaúj-Zemplén. Hejőbába telt 1944 inwoners (2001).

## Luchtfoto's van Hejőbába

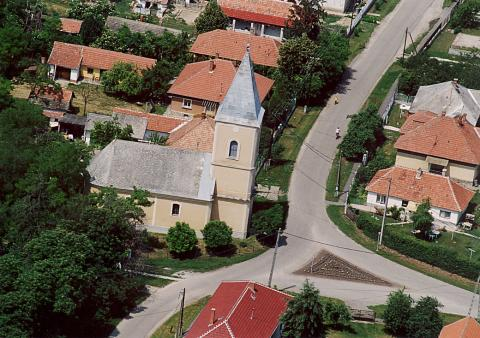
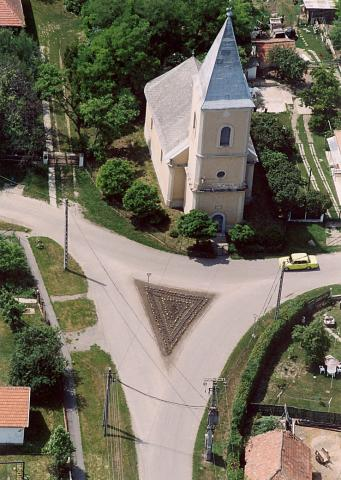
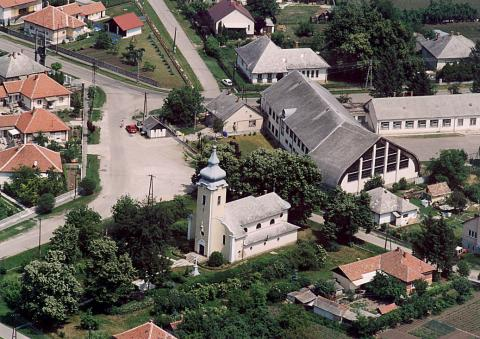